# Terra ferma
Terra ferma è il settimo romanzo della scrittrice spagnola Matilde Asensi, pubblicato in Italia da Rizzoli nel 2008.

## Trama
Spagna, 1598, Catalina, rimasta orfana di entrambi i genitori si imbarca col fratello Martin e la balia Dorotea su una nave per le Americhe. Dall'altra parte dell'oceano l'aspetta lo zio Hernando e il suo sposo per procura. Una notte, nel mar dei Caraibi, la nave viene assalita dai pirati, la balia traveste Catalina da uomo e la lancia in mare permettendole così di salvarsi.
Giunge quindi sulle coste di un'isola deserta nel mar delle Antille dove dovrà trovare la forza di sopravvivere per due lunghi anni. Un giorno approda sull'isola una nave mercantile per eseguire operazioni di manutenzione. Catalina si nasconde persando che i nuovi arrivati siano pirati, ma viene scoperta e condotta dal capitano. Davanti a questi si finge un ragazzo di nome Martin. Il capitano capisce subito l'inganno e allontanati i marinai le chiede il suo vero nome. Il capitano Esteban conosce lo zio di Catalina e il suo sposo, quest'ultimo è un ragazzo ritardato, fattole sposare per procura al solo fine di dare dei nipoti sani e forti a suo suocero.
Per sottrarla al suo triste destino il capitano le propone di portarla nelle Americhe sotto il nome di Martin Navares, suo figlio illegittimo...

## Edizioni
- Matilde Asensi, Terra ferma, traduzione di Margherita D'Amico, Rizzoli, 2008,  p. 217, ISBN 978-88-17-02326-9.